# Подія (телесеріал)
«Подія» (англ. The Event) — американський телесеріал з елементами наукової фантастики, пригод і політичної алегорії.
Шоу створено Ніком Ваутерсом і дебютувало на NBC 20 вересня 2010 року.
Сюжет концентрується на групі інопланетян, деякі з котрих були затримані урядом Сполучених Штатів на шістдесят шість років у спеціально створеному закладі на горі Іноземка на Алясці, оскільки їхній корабель розбився в горах Чилі, в той час як інші таємно асимілювалися серед людей.
Серіал продовжено на повний перший сезон з 22 епізодів на 18 жовтня 2010 року.
13 травня 2011-го NBC скасував його.